# 内経図

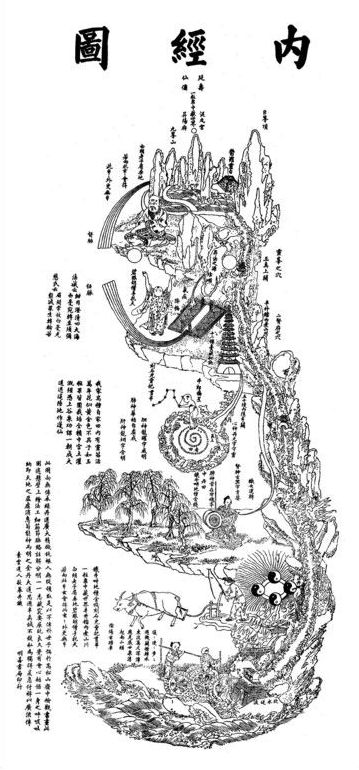
『内経図』（北京・白雲観所蔵）

内経図（だいけいず）は、内丹術の修煉過程を象徴的身体として表現した図である。

## 概要
内丹術の修煉を補助するために作られたと考えられるこの図は、一見して、山のように見えるが人体のようにも見えるものであり、複合した図像は大小宇宙の織り重なった「生命」という、天地自然の複合した要素から成り立っている存在を象徴している。
北京・白雲観所蔵のこの図の、上部には仙山の峰々が描かれ、山中から水が麓へ流れ落ちる構図は、山水画のようではあるが、坐する身体の側面図でもある。
頭にある九峰山は脳であり、 「上丹田」 は両眼の間、つまり眉間の後方にある。 「中丹田」 は心臓近くに、 「下丹田」 は臍の下に位置する。
下部には、生命の海から「気」を汲み上げるために足を踏んで水車を回している童男と童女のペアの姿を描いている。そのすぐ右隣には「坎水逆流」と書かれた鼎（かなえ）があって、脊柱に沿った経絡の督脈を気が下から上へ逆流すること（回光逆法）を意味している。その少し上には、牛を使って田（丹田）を耕している。「鐡牛畊地種金銭（鉄の牛が地を耕し黄金の銭を得る）」と書かれ、何事にも動ぜずに丹田で気を煉り育てる象徴として描かれている。その右にある4つの太極図は、ここが下丹田（正丹田）であることを象徴している。
中部には、童男が渦巻き（中丹田の象徴）の上に立ち、北斗七星を手にして遊び、その下には童女が糸車を回して機（はた）を織っている図が描かれている。この2人には牛郎橋星、織女運転と記されており、七夕伝説の牽牛（＝彦星）と織女（＝織姫星）であることが分かり、織女に織られた布が上に伸びて、督脈を天の「銀河」になぞらえていることを示している。
上部との境には、十二重の塔が描かれており、「十二樓臺藏秘訣（じゅうにろうたいぞうひけつ）」と書かれ、喉が後天の気（食物など）を取り入れる入り口を意味している。頭部の2つの丸は両目を表すと同時に太陽と月を象徴している。顔の部分の帯状のものは、上側が督脈、下側が任脈を表し、任脈は四角い池の橋に入っている。この池から気は下の中丹田へと流れ行き、生命の循環を象徴している。その下には両手を上げ天を支えている僧が立っている。「碧眼胡僧手托天」と書かれた碧眼の胡僧とは禅宗の開祖とされる達磨大師である。その上には、老翁が腕組みをして座っている。「白頭老子眉垂地」と書かれており、白髪で眉が地面に垂れている老子が、上丹田で結跏趺坐して深く坐忘（静功）に入っている。この達磨と老子は、儒家を含めた三教の融合した思想を表している。
その背後には、時空を超越した険しい九峯山がそびえ、真中に、昇陽府（太陽が昇るところ）と泥丸宮がある。「一粒粟中蔵世界」と書かれ、修煉を究めることで「道（タオ）」と本来の自己が合一した還虚の境地を表現している。

## リンク
- 「道門秘伝内経図真跡」を探している。 - レファレンス協同データベース